# 算術函數
在數論上，算術函數（或稱數論函數）指定義域為正整數、陪域為複數的函數，即{\displaystyle f:\mathbb {Z} ^{+}\rightarrow \mathbb {C} }。每個算術函數都可視為複數的序列。
最重要的算術函數是積性及加性函數。算術函數的最重要操作為狄利克雷卷积，對於算術函數集，以它為乘法，一般函數加法為加法，可以得到一個阿貝爾環。
而且，由于f*g=0能够推出f=0或g=0，所以这一交换环是整环(Integral Domain)，详见GTM164的附录。
（通常不称交换环为阿贝尔环，这一叫法只在群的情形下被普遍使用）

## 非積性或加性的算術函數的例子
- 馮·曼戈爾特函數：當n是質數p的整數冪，Λ(n)=ln(p)，否則Λ(n)=0。
- 不大於正整數n的質數的數目π(n)
- 整數分拆的數目P(n)：一個整數能表示成正整數之和的方法的數目